# Gravigny
Gravigny ist eine französische Gemeinde mit 4016 Einwohnern (Stand: 1. Januar 2022) im Eure in der Region Normandie; sie gehört zum Arrondissement Évreux und zum Kanton Évreux-2. Die Einwohner nennen sich Gravignois und Gravignoises.

## Geografie
Der Fluss Iton fließt durch Gravigny, inzwischen eine nördliche banlieue von Évreux. Gravigny wird umgeben von den Nachbargemeinden Normanville im Norden, Sassey im Osten, Huest im Osten und Südosten, Évreux im Süden sowie Aviron im Westen.
Durch die Gemeinde führt die Route nationale 154.

## Bevölkerungsentwicklung
| Gravigny: Einwohnerzahlen von 1793 bis 2016                                                                                | Gravigny: Einwohnerzahlen von 1793 bis 2016 | Gravigny: Einwohnerzahlen von 1793 bis 2016 | Gravigny: Einwohnerzahlen von 1793 bis 2016 | Gravigny: Einwohnerzahlen von 1793 bis 2016 |
| --- | ------------------------------------------- | ------------------------------------------- | ------------------------------------------- | ------------------------------------------- |
| Jahr |                                             |                                             |                                             | Einwohner                                   |
| 1793 | 1793                                        |                                             | 228                                         | 228                                         |
| 1800 | 1800                                        |                                             | 266                                         | 266                                         |
| 1806 | 1806                                        |                                             | 245                                         | 245                                         |
| 1821 | 1821                                        |                                             | 445                                         | 445                                         |
| 1831 | 1831                                        |                                             | 583                                         | 583                                         |
| 1836 | 1836                                        |                                             | 641                                         | 641                                         |
| 1841 | 1841                                        |                                             | 678                                         | 678                                         |
| 1846 | 1846                                        |                                             | 716                                         | 716                                         |
| 1851 | 1851                                        |                                             | 709                                         | 709                                         |
| 1856 | 1856                                        |                                             | 621                                         | 621                                         |
| 1861 | 1861                                        |                                             | 664                                         | 664                                         |
| 1866 | 1866                                        |                                             | 697                                         | 697                                         |
| 1872 | 1872                                        |                                             | 673                                         | 673                                         |
| 1876 | 1876                                        |                                             | 741                                         | 741                                         |
| 1881 | 1881                                        |                                             | 754                                         | 754                                         |
| 1886 | 1886                                        |                                             | 814                                         | 814                                         |
| 1891 | 1891                                        |                                             | 855                                         | 855                                         |
| 1896 | 1896                                        |                                             | 846                                         | 846                                         |
| 1901 | 1901                                        |                                             | 860                                         | 860                                         |
| 1906 | 1906                                        |                                             | 938                                         | 938                                         |
| 1911 | 1911                                        |                                             | 946                                         | 946                                         |
| 1921 | 1921                                        |                                             | 958                                         | 958                                         |
| 1926 | 1926                                        |                                             | 857                                         | 857                                         |
| 1931 | 1931                                        |                                             | 913                                         | 913                                         |
| 1936 | 1936                                        |                                             | 1.016                                       | 1.016                                       |
| 1946 | 1946                                        |                                             | 1.212                                       | 1.212                                       |
| 1954 | 1954                                        |                                             | 1.298                                       | 1.298                                       |
| 1962 | 1962                                        |                                             | 2.035                                       | 2.035                                       |
| 1968 | 1968                                        |                                             | 2.437                                       | 2.437                                       |
| 1975 | 1975                                        |                                             | 2.817                                       | 2.817                                       |
| 1982 | 1982                                        |                                             | 2.540                                       | 2.540                                       |
| 1990 | 1990                                        |                                             | 3.113                                       | 3.113                                       |
| 1999 | 1999                                        |                                             | 3.598                                       | 3.598                                       |
| 2006 | 2006                                        |                                             | 3.888                                       | 3.888                                       |
| 2011 | 2011                                        |                                             | 4.081                                       | 4.081                                       |
| 2016 | 2016                                        |                                             | 3.915                                       | 3.915                                       |
| Quelle(n): EHESS/Cassini bis 1999, INSEE ab 2006 Anmerkung(en): Ab 1962 offizielle Zahlen ohne Einwohner mit Zweitwohnsitz |                                             |                                             |                                             |                                             |

## Sehenswürdigkeiten
- Als Monument historique ist seit 1995 die Maladerie (Siechenhaus) Saint-Nicolas, die Anfang des 12. Jahrhunderts errichtet und im 15./16. Jahrhundert umgebaut wurde, eingeschrieben.
- Die Kirche Saint-Sulpice ist auf den Fundamenten der Kirche aus dem 11. Jahrhundert errichtet; Anfang des 16. Jahrhunderts erfolgte ein Neubau
- Karmelitenkonvent (von 1856 bis 2007, 2021 abgebrannt)

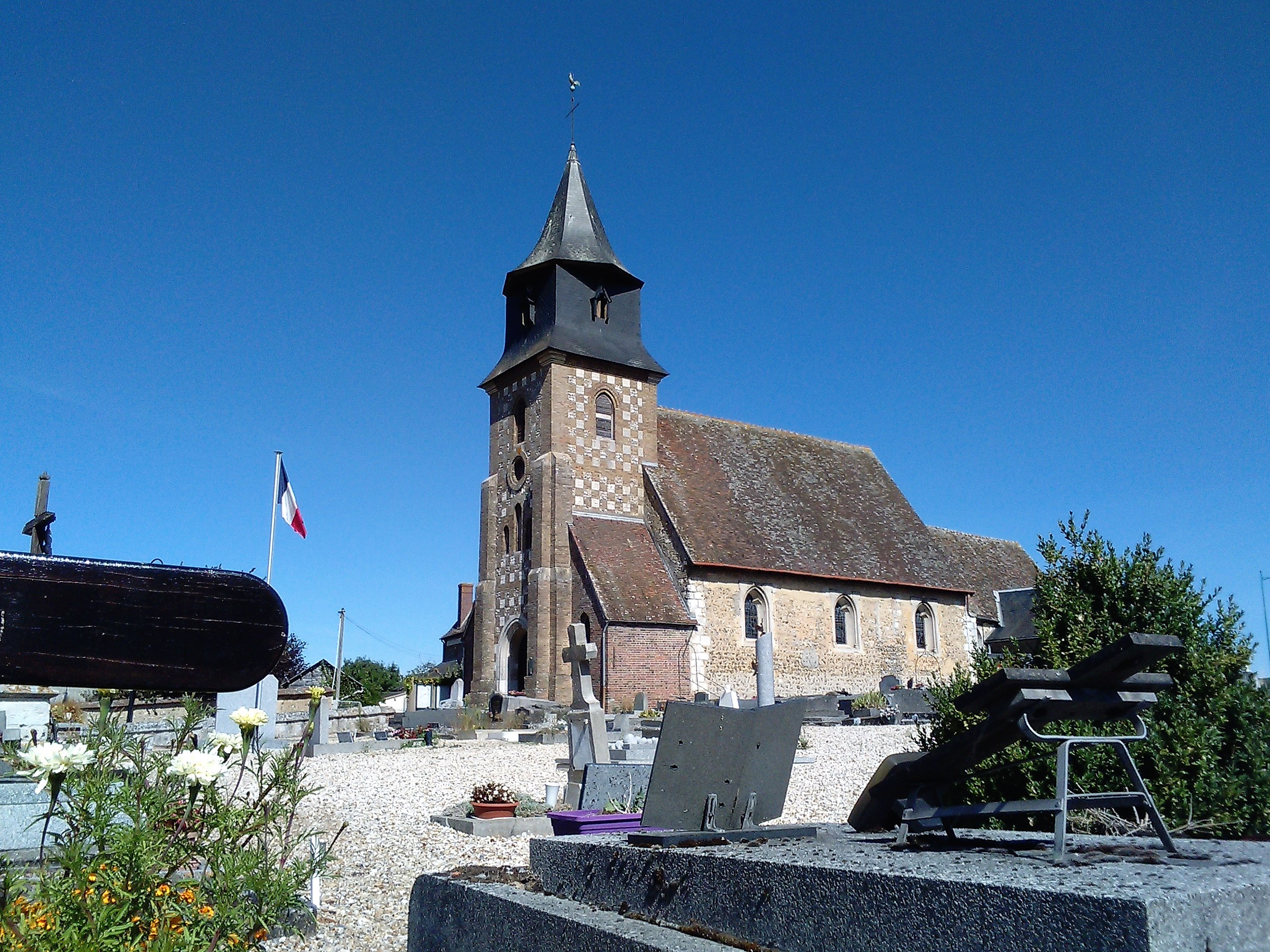
Kirche Saint-Sulpice
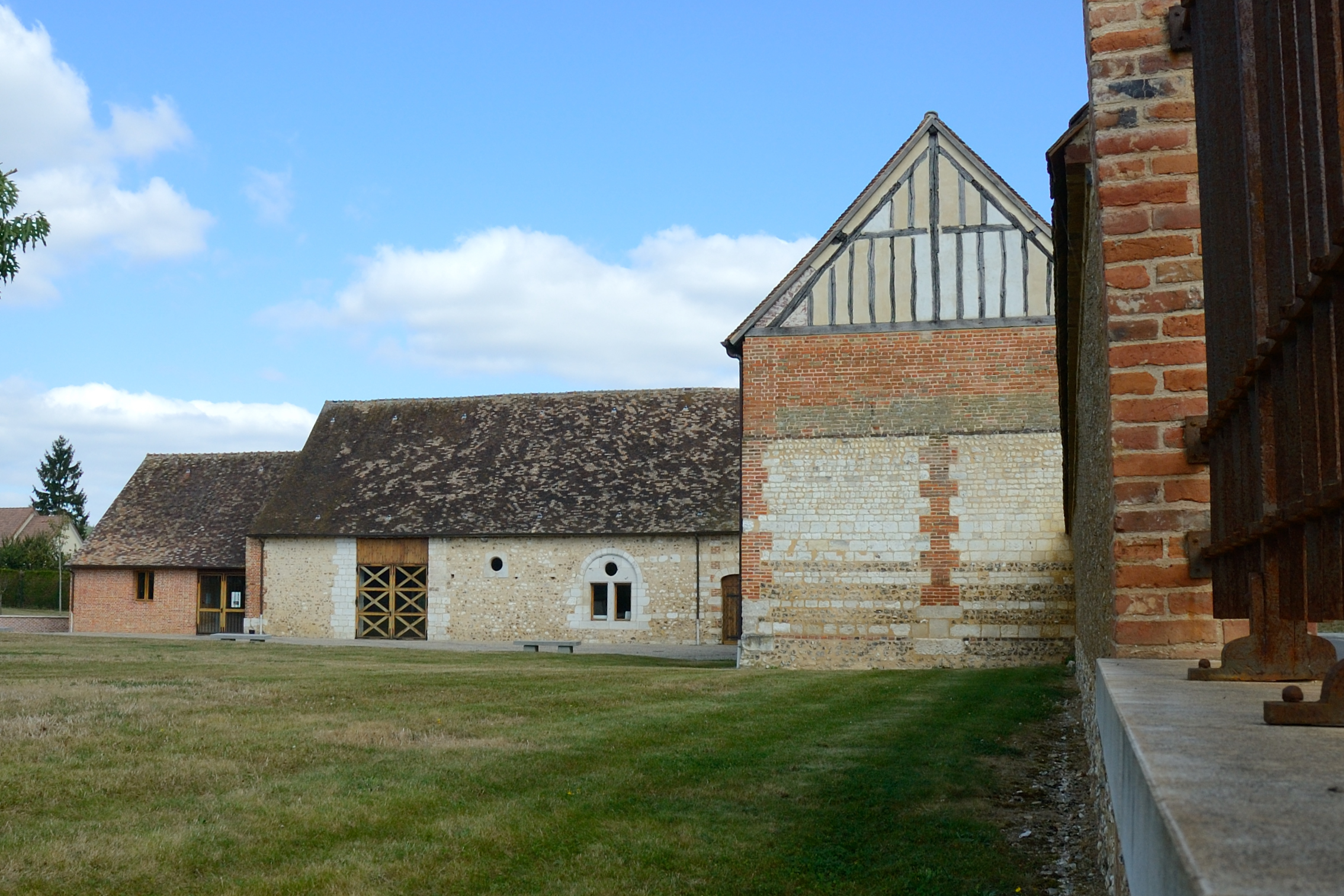
Siechenhaus Saint-Nicolas